# دان كوبر
دان كوبر (بالإنجليزية: Dan Cooper)‏ هو مخرج منفذ ومخرج فني أمريكي، ولد في 28 أبريل 1946 في بروكلين في الولايات المتحدة.

## وصلات خارجية
- الموقع الرسمي